# Cyphocharax aspilos
Cyphocharax aspilos és una espècie de peix de la família dels curimàtids i de l'ordre dels caraciformes.
És detritívor. Viu en zones de clima tropical. Es troba a Sud-amèrica: afluents del llac Maracaibo.

## Morfologia
- Els mascles poden assolir 18 cm de llargària total.
- Nombre de vèrtebres: 32-34.[5]